# Kirtonellinae
De Kirtonellinae zijn een onderfamilie van uitgestorven kreeftachtigen uit de klasse van de Ostracoda (mosselkreeftjes).

## Geslachten
- Kirtonella Bate, 1963 †
- Pseudohutsonia Wienholz, 1967 †